# Топалян, Акоп Кеворкович
Акоп Кеворкович Топалян (1897—1988) — английский предприниматель армянского происхождения, меценат, арменовед.

## Биография
Родился в 1897 году в Англии, пригороде Саутпорта Беркдэйле, в семье коммерсантов-мануфактурщиков выходцев из Турции Кеворка и Ардем Топалян. Его отцом еще в Турции было создано семейное дело им были основаны  ряд ткацких мануфактур, продукты производства которых пользовались большой популярностью. Во время учебы Акопа во французском колледже, его отец перевез бизнес в Египет. В семнадцать лет Акоп стал агентом в английском офисе отцовской фирмы.

семья Топалян,в переднем ряду молодой Акоп с родителями

С началом первой мировой войны Акоп Топалян пошел рядовым в британский артиллерийский полк. Служба в армии произвела на молодого Акопа неизгладимое впечатление. Настолько, что мобилизовавшись в 1918 году, он оставался «солдатом армии её Величества» до 1981 года.
После смерти отца в 1923 году, Акопу  в наследство остался налаженный бизнес, который он и возглавил. Спустя несколько месяцев с момента смерти отца Акоп окончательно перебирается из Англии  в Египет , где помимо коммерции, занялся издательством. Он основал в Каире типографию «Моххарем Пресс», оснастив её современным оборудованием из США и Франции и довел до уровня лидера на Ближнем Востоке. В 1942 году под его руководством открылось «Торговое общество Египта», осуществившее за долгие годы еще множество армянских проектов. В 50-х он стал председателем Армянского общинного совета, учрежденного в Александрии. В связи с избранием Вазгена I Католикосом, Акоп Топалян впервые посетил Армению, где выступил как делегат от Киликийского патриархата.

В 1960 году Акоп Топалян отошел от дел, приобретя виллу в Италии и всецело посвятив себя арменоведению. В 1967 году в память о своих родителях с благословения католикоса финансирует строительство армянской церкви выделив на это 400 тыс. франков.

памятная плита на церкви Сурб Акоп (Женева)

 Церковь была освящена в 1969 году , на ней была установлена памятная плита с надписью: 
Милосердием Господа Бога, патриархатом  Святого Эчмиадзина с благословения католикоса всех армян Вазгена I, Акоп Топалян построил эту церковь названую в честь святого Акопа в память  умерших родителей Кеворка и Ардем Топалян для детей святой Армянской  церкви в году спасителя 1969
 Недалеко от церкви находится культурный центр «Армения», который финансирует основанный в 1985 году «Фонд Топаляна». В Центре «Армения» дети имеют возможность изучать армянский язык, историю Армении, религию. Фонд Топаляна действует под девизом «Жить как армяне!». За финансирование постройки армянской церкви «Сурб Акоп»  в пригороде Женевы, а также за бесценные услуги, оказанные армянской церкви был награждён  Католикосом Вазгеном I орденом «Григор Лусаворич».
Сам Акоп Топалян жил настолько скромно, что в кругу близких над ним даже подшучивали. Умер армянский меценат в 1988 году находясь в Англии  После его кончины на счет Армянского Благотворительного Общества поступило свидетельство о переходе всей его недвижимости этому учреждению (по оценкам того времени на сумму - 11.388.301 долларов)

## См.Также
Церковь Святого Акопа (Женева)